# Hiroshi Yoshida (artista)

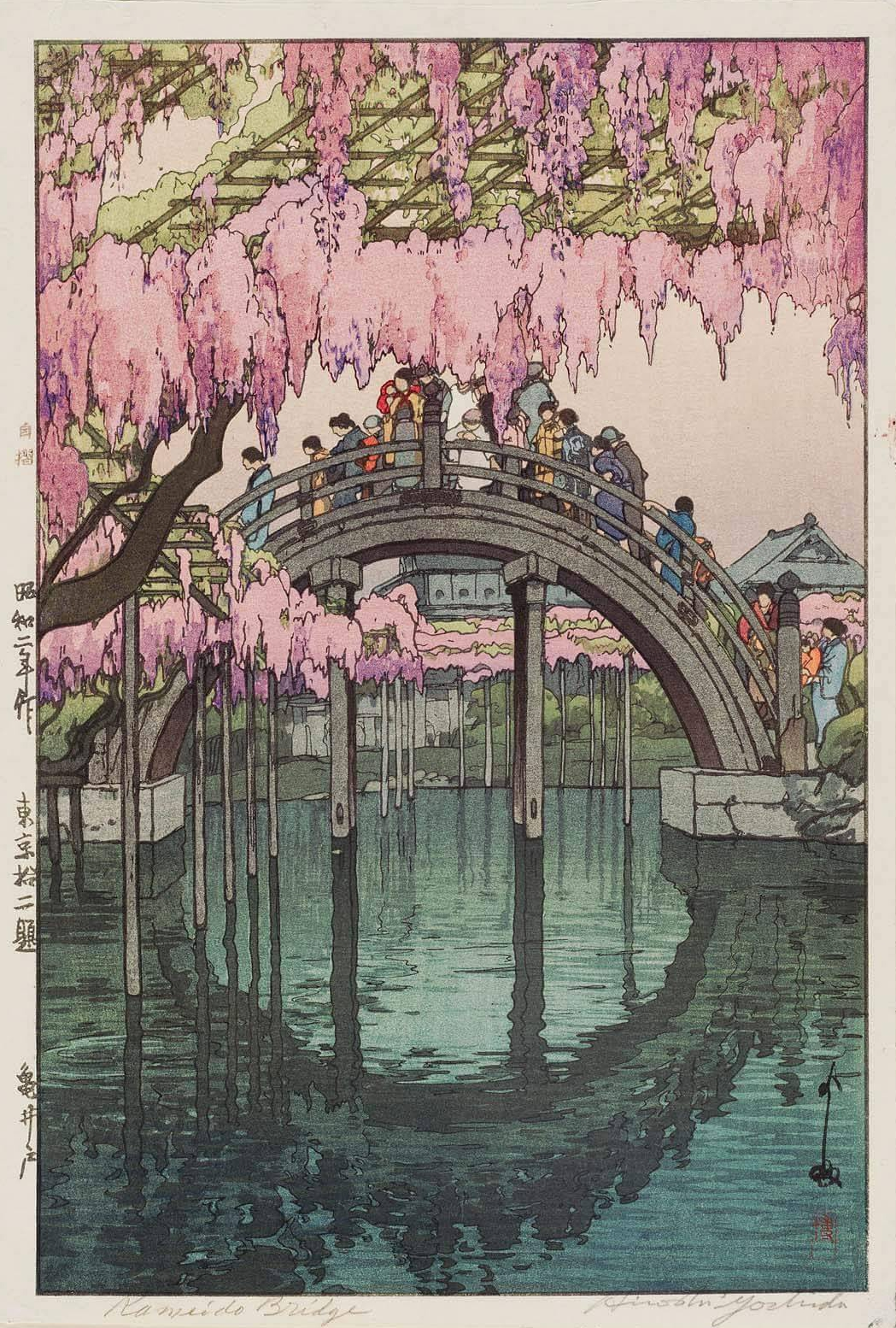
Kameidô Bridge (1927)

Hiroshi Yoshida (吉田 博?,  Yoshida Hiroshi; Kurume, 19 settembre 1876 – Tokyo, 5 aprile 1950) è stato un incisore e pittore giapponese. Noto per le stampe raffiguranti suggestivi panorami e soggetti non giapponesi, tra cui il Taj Mahal, le alpi svizzere e il Grand Canyon, è considerato tra i migliori rappresentanti del movimento shin-hanga.

## Biografia

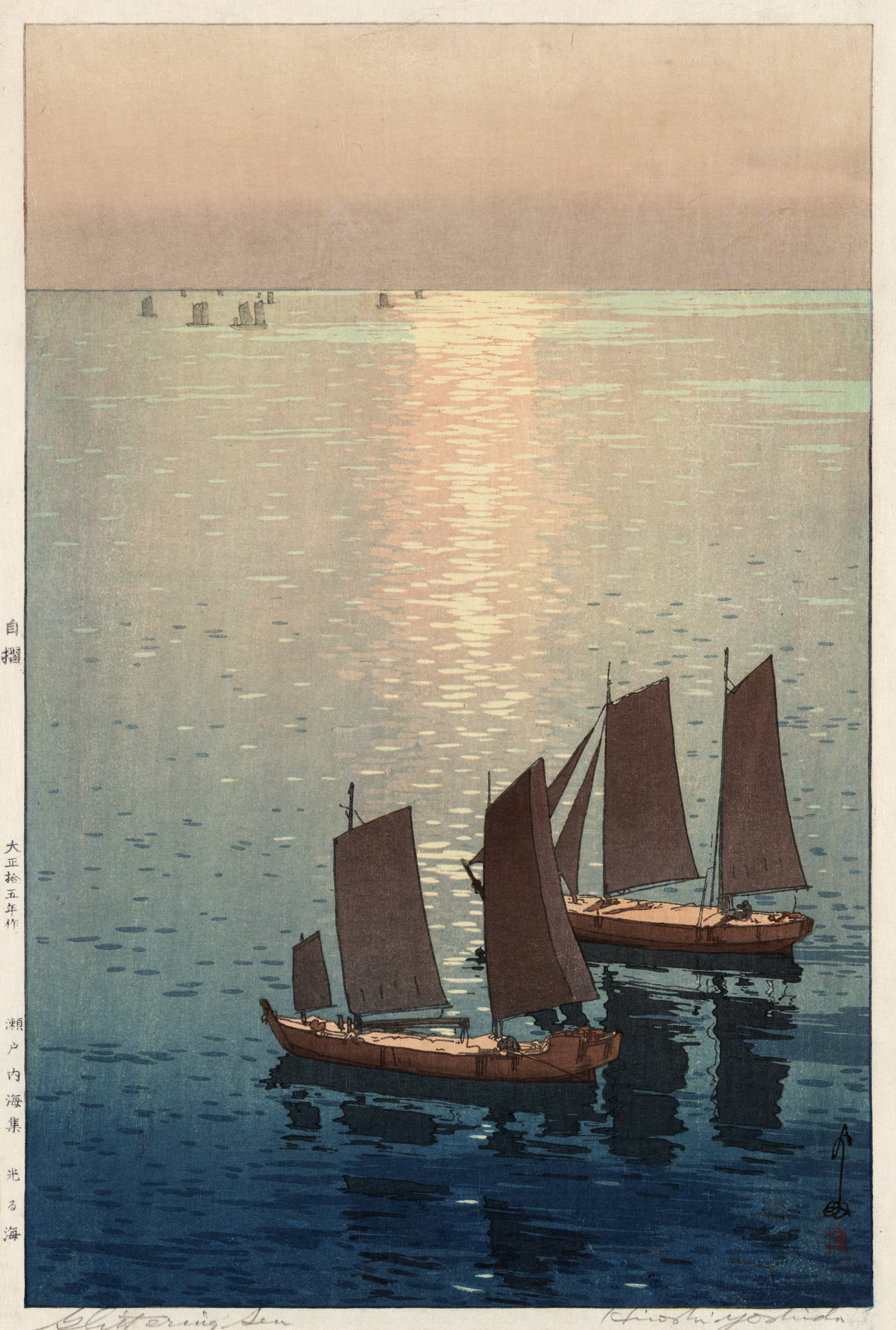
The Sparkling Sea (1926)

Hiroshi Yoshida, nato Hiroshi Ueda, nasce il 19 settembre 1876 nella città di Kurume, nella prefettura di Fukuoka dell'isola di Kyūshū. Mostra presto un'attitudine al disegno, stimolata dal suo padre adottivo, un insegnante di pittura alla scuola pubblica. All'età di 19 anni viene inviato a Kyoto per studiare sotto la guida di Tamura Shoryu, un noto insegnante di pittura occidentale; successivamente trascorre altri tre anni a Tokyo sotto gli insegnamenti di Koyama Shotaro.
Yoshida organizzò la sua prima mostra al Detroit Museum of Art (ora Detroit Institute of Arts) nel 1899.

## Stile
Hiroshi Yoshida praticò a lungo le tecniche della pittura ad olio, che venne introdotta in Giappone durante il periodo Meiji. Tipico dello stile di Yoshida era riprodurre la stessa stampa con colori diversi per variarne l'atmosfera: esempi di ciò sono la serie Sailing Boats del 1921 e una serie di sei stampe raffiguranti il Taj Mahal.
I lunghi viaggi di Yoshida e la sua conoscenza con gli americani influenzarono notevolmente la sua arte. Molte delle sue stampe, infatti, ritraggono paesaggi e soggetti stranieri, tra cui Stati Uniti e Canada, Europa, Egitto, India, Corea e Cina.

## Pubblicazioni
- (EN) Hiroshi Yoshida, Japanese woodblock printing, traduzione di Jirō Harada, Tokyo, Sanseido Company, 1939.